# Allée Avril-de-Sainte-Croix
L'allée Avril-de-Sainte-Croix est une voie publique du 16e arrondissement de Paris.

## Situation et accès

Plan du jardin du Ranelagh. L'allée est au milieu.

L'allée Avril-de-Sainte-Croix est une voie piétonne située dans le jardin du Ranelagh. Elle longe l'avenue Prudhon sur son côté sud.
L'allée est desservie par la ligne 9, aux stations Ranelagh et La Muette ; la gare de Boulainvilliers de la ligne C du RER se situe également à proximité.

## Origine du nom

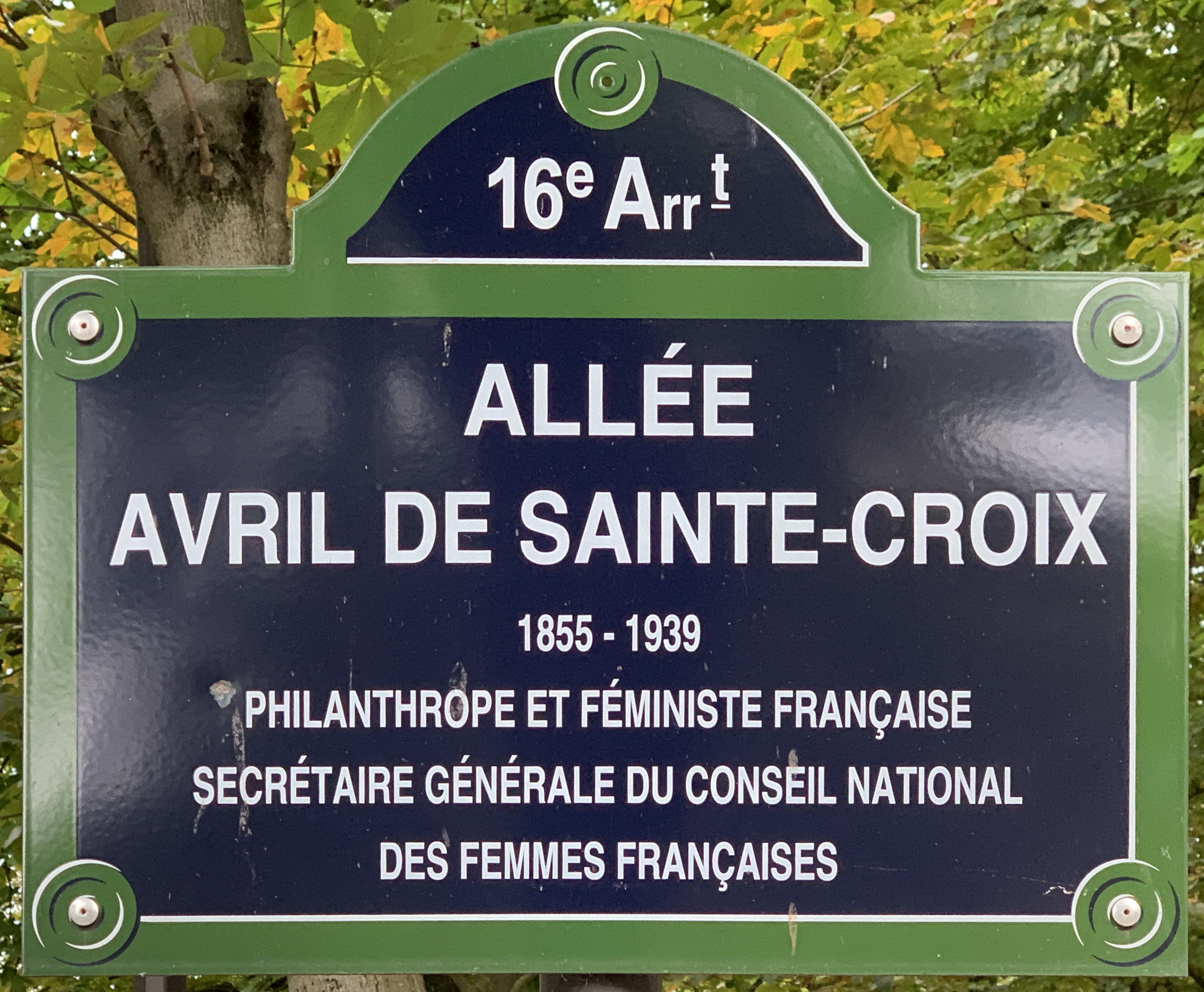
Plaque de l'allée.

Elle doit son nom à la philanthrope féministe Adrienne Avril de Sainte-Croix (1855-1939), originaire de Carouge.

## Historique
L'allée a pris sa dénomination en 2015, par délibération du conseil municipal du 16e arrondissement et du Conseil de Paris.

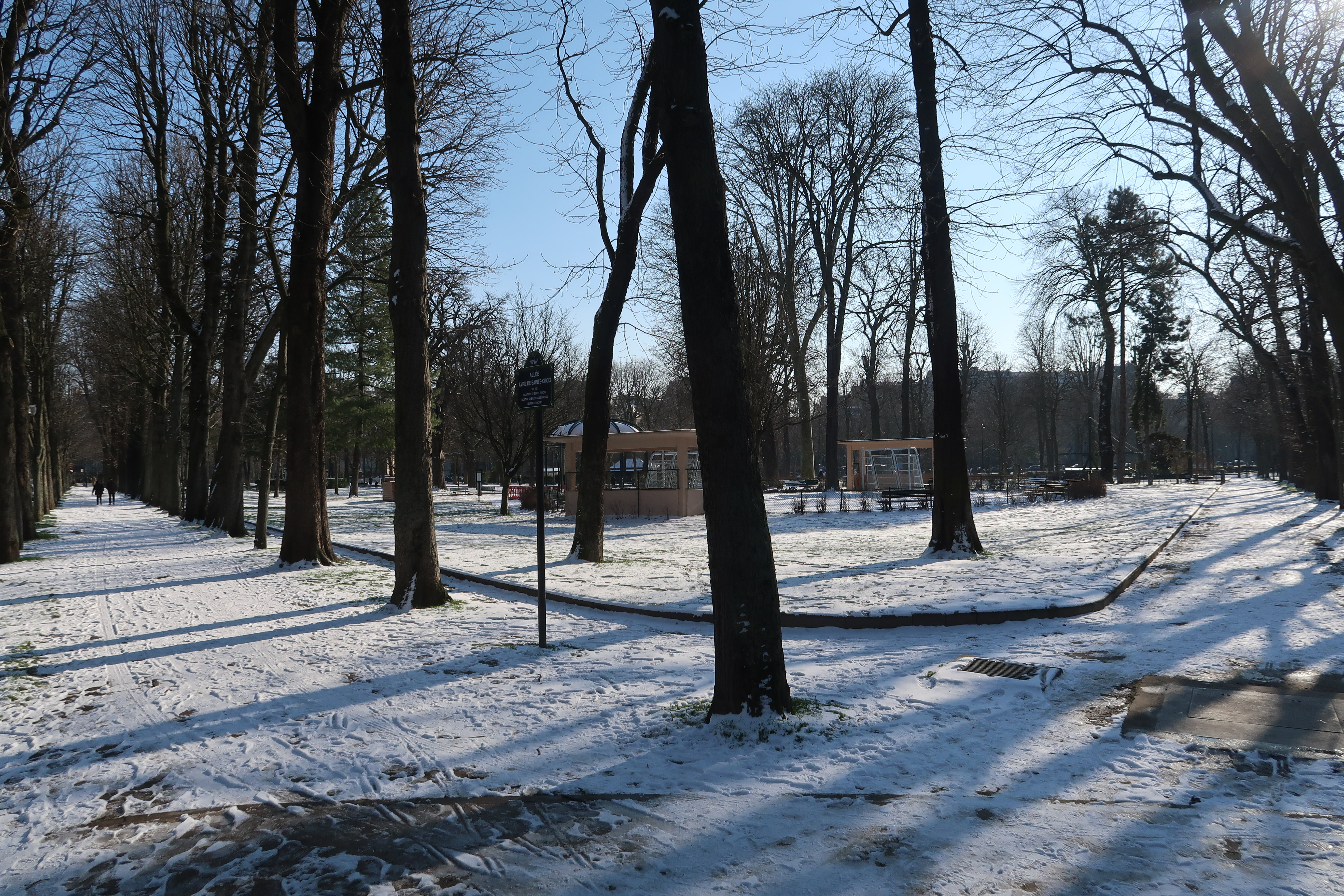
Sous la neige.